# Harald Riipalu
Harald Riipalu (nacido como Harald Reibach) (Volosovo, Rusia, 13 de febrero de 1912 - Heckmondwike, Reino Unido, 4 de abril de 1961)  fue un militar estonio que sirvió en la Wehrmacht y las Waffen-SS durante la Segunda Guerra Mundial. Llegó a alcanzar el grado de Obersturmbannführer. Es uno de los cuatro comandantes estonios que fue condecorado con la Cruz de Caballero de la Cruz de Hierro.

## Biografía
Nació en 1912 en la población de Volosovo, situada en el óblast de Leningrado. Era hijo de Robert August Riipalu y de Emilie Marie Tross y tenía cuatro hermanas, cuyos nombres eran Elma (que falleció a los 4 años), Nelly, Marta y Vilma.  Cuando estalló la Primera Guerra Mundial su familia se mudó a Kääpa, Estonia.
Estudió en el prestigioso colegio Hugo Teffner Gymnasium, ubicado en la ciudad de Tartu.
Tras la ocupación soviética de Estonia en 1940, fue movilizado de forma forzosa al Ejército Soviético, sirviendo en el mismo hasta 1941. Más tarde acabaría desertando al lado alemán.
Entre 1942 y 1943 fue líder de pelotón y comandante de la compañía del 36.º Batallón de la Policía de Estonia, convirtiéndose posteriormente en comandante del mismo en noviembre de 1942.
De 1943 a 1945, sirvió en la 3.ª Brigada SS y en la 20.ª División SS Waffen Grenadier. También fue comandante del 45.º Regimiento de Granaderos SS desde abril de 1944. El 23 de agosto de 1944 fue condecorado con la Cruz de Caballero de la Cruz de Hierro por sus acciones en la Batalla de la línea Tannenberg y en la Batalla de Auvere. Dicha distinción le fue concedida por Felix Steiner, al mando del III Cuerpo Panzer (III.PanzerKorps).
En las postrimerías de la contienda fue el líder de la efímera Eesti Vabadusliit, creada en febrero de 1945.
Después de finalizar la guerra, evadió el cautiverio soviético huyendo a Dinamarca, país en el que vivió de 1945 a 1948. Posteriormente residió en el Reino Unido. Falleció en la población inglesa de Heckmondwike a los 49 años de edad.

## Vida privada
El 22 de diciembre de 1935 contrajo matrimonio con Olvi Hain en Tartu. El 13 de noviembre de 1936 nació su hija Ede.

## Condecoraciones
- Cruz de Caballero de la Cruz de Hierro (23/08/1944).